# تیرانداز (فیلم ۲۰۲۱)
تیرانداز (به انگلیسی: The Marksman) یک فیلم سینمایی اکشن و دلهره‌آور آمریکایی محصول سال ۲۰۲۱ به کارگردانی رابرت لورنتس است. ماجرای این فیلم مربوط به یک دامدار و تفنگدار سابق با بازی (لیام نیسون) که ساکن یک شهر مرزی آریزونا است که باید به پسر جوانی (جیکوب پرز) کمک کند تا از یک کارتل مواد مخدر مکزیکی فرار کند. کاترین وینیک، خوان پابلو رابا، ترزا روئیز نیز از دیگر بازیگران اصلی این فیلم هستند.
این فیلم در تاریخ ۱۵ ژانویه ۲۰۲۱ در ایالات متحده اکران شد و نظرات متفاوتی از منتقدین دریافت کرد، آن‌ها از فیلم انتقادهای زیادی کردند، اما عملکرد نیسون را ستودند.

## خلاصه داستان فیلم
یک دامدار که در مرز آریزونا مشغول به کار است، خیلی زود به عنوان محافظ یک پسر مکزیکی وارد عمل می‌شود، این پسر که ناامیدانه از دست قاتلین کارتل از مکزیک به آمریکا فرار کرده، اما آن‌ها در تعقیب او هستند و…

## مشروح داستان
جیم هانسون، تک‌تیرانداز پیشین نیروی تفنگداران دریایی آمریکا و کهنه‌سرباز جنگ ویتنام، که همسرش را از دست داده، به‌همراه سگش جکسون در مرز آریزونا و مکزیک زندگی می‌کند. او که در پرداخت اقساط مزرعه‌اش عقب افتاده، گه‌گاه ورود غیرقانونی مهاجران را به گشت مرزی ایالات متحده گزارش می‌دهد؛ جایی که دخترخوانده‌اش، سارا، کار می‌کند. روزی، هانسون با رزا و پسرش میگل، دو شهروند مکزیکی که از مافیای مکزیک گریخته‌اند، روبه‌رو می‌شود.
هنگامی که هانسون مشغول تماس با گشت مرزی است، گروهی از کارتل به رهبری مائوریسیو از راه می‌رسند و درگیری مسلحانه‌ای رخ می‌دهد که در آن، هانسون برادر مائوریسیو را می‌کشد و رزا به‌شدت زخمی می‌شود. رزا پیش از مرگ، آدرس خانواده‌اش در شیکاگو و کیفی پر از پول نقد را به هانسون می‌سپارد و با التماس از او می‌خواهد میگل را به آنجا برساند. هانسون با بی‌میلی می‌پذیرد.
گشت مرزی پس از مرگ رزا از راه می‌رسد و میگل را با خود می‌برد. یکی از اعضای کارتل خود را به‌عنوان خویشاوند میگل جا می‌زند تا او را تحویل بگیرد، اما هانسون با دیدن خودروی آن‌ها، میگل را به‌طور مخفیانه فراری می‌دهد. در همین حال، اعضای کارتل با پرداخت رشوه به مأموران فاسد، وارد خاک آمریکا می‌شوند و عملیات جست‌وجوی خود را برای یافتن میگل آغاز می‌کنند.
هنگامی که هانسون برای تعمیر کامیونش از کارت اعتباری استفاده می‌کند، مائوریسیو جای آن‌ها را در  جاده ۶۶ در اکلاهاما می‌یابد. اما سفری که از نو آغاز کرده‌اند، با متوقف شدن توسط یک مأمور گشت مختل می‌شود. مأمور، هانسون را با بهانه‌ای به داخل خودروی پلیس می‌برد و سپس با کارتل تماس می‌گیرد تا میگل را تحویل دهد. هانسون که به فساد مأمور شک کرده، با او درگیر می‌شود و همراه میگل به تپه‌ای نزدیک می‌گریزد. آن‌جا شاهد می‌شوند که کارتل از راه رسیده و پس از بازجویی خشن مأمور (که از بیهوشی به‌هوش آمده)، او را می‌کشد.
هانسون و میگل مسیر شمال را ادامه می‌دهند. در یک متل، هانسون به متصدی رشوه می‌دهد تا آن‌ها را به‌عنوان مهمان ثبت نکند. اما کارتل از راه می‌رسد و در جریان تعقیب، سگ هانسون، جکسون، را می‌کشند. پچ رادیاتور کامیون از کار می‌افتد و آن‌ها مجبور به توقف می‌شوند. سرانجام، مائوریسیو و افرادش آن‌ها را در مزرعه‌ای پیدا می‌کنند و نبردی در می‌گیرد. هانسون سه نفر از کارتل را می‌کشد، اما مائوریسیو میگل را اسیر می‌کند.
در نبردی دیگر، هانسون با ضربه چاقو زخمی می‌شود اما با شلیک گلوله، مائوریسیو را نیز به‌شدت زخمی می‌کند. هانسون به او اسلحه‌ای با یک گلوله می‌دهد و انتخابی پیش پایش می‌گذارد: یا خودش را خلاص کند یا هانسون را بکشد. هنگامی که هانسون و میگل مزرعه را ترک می‌کنند، صدای شلیک گلوله‌ای شنیده می‌شود.
در پایان، آن دو به شیکاگو می‌رسند و میگل را به خانه خانواده‌اش می‌رسانند. اما وقتی میگل برمی‌گردد تا نگاهی به هانسون بیندازد، می‌بیند که او رفته است.
فیلم با صحنه‌ای به پایان می‌رسد که هانسونِ زخم‌خورده سوار یک اتوبوس می‌شود، به‌آرامی روی صندلی می‌نشیند، نگاهی به یاد همسر ازدست‌رفته‌اش می‌اندازد، لبخند می‌زند و آخرین نفسش را می‌کشد.

## بازیگران اصلی
- لیام نیسون در نقش جیم هانسون
- کاترین وینیک در نقش سارا پنینگتون
- خوان پابلو رابا در نقش مائوریکو
- ترزا رویز در نقش روزا
- جیکوب پرز در نقش میگل
- دیلن کنین در نقش راندال برنان
- لوس رینز در نقش اورت کرافورد
- شان روزالس در نقش هرناندو
- آلفردو کی روش در نقش کارلوس

## تولید
این پروژه با نام اصلی The Minuteman در ماه مه سال ۲۰۱۹ اعلام شد، لیام نیسون قرار است بازی کند. در سپتامبر ۲۰۱۹ اعلام شد که وینیک و رابا به جمع بازیگران فیلم پیوستند.
فیلمبرداری اصلی در شهرستان لورین، اوهایو، شهرستان پورتیج، اوهایو , و شاردون، اوهایو انجام شده‌است. فیلمبرداری نیز در نیومکزیکو رخ داد و در اکتبر ۲۰۱۹ به پایان رسید.